# Madlo (držadlo)

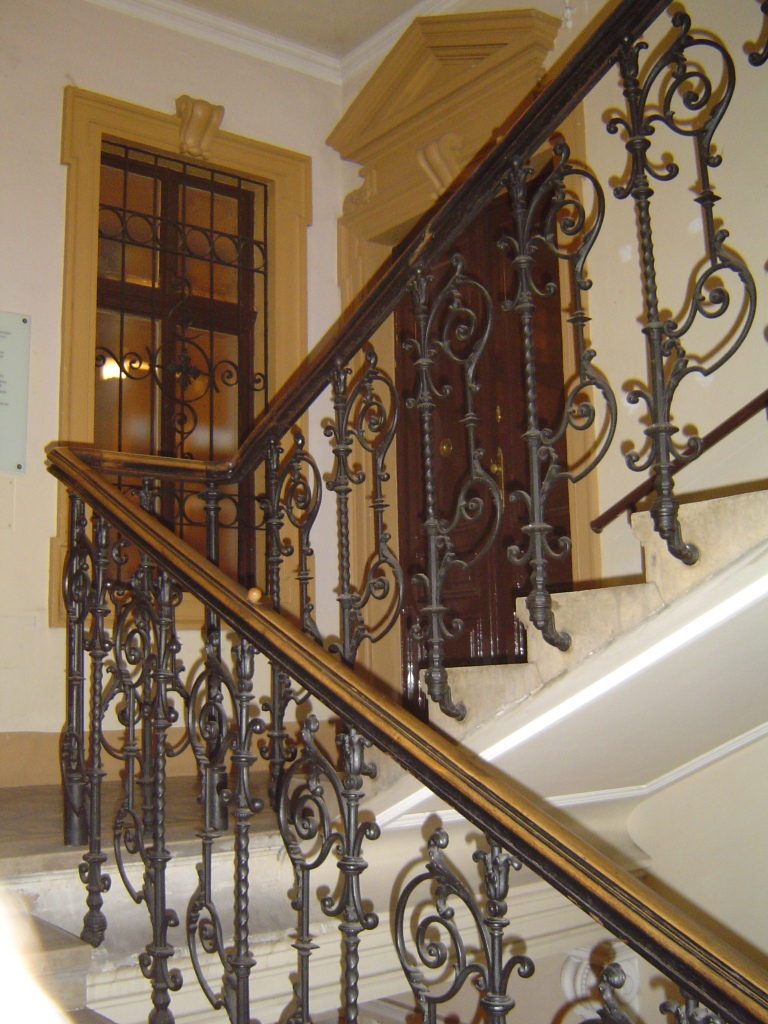
Madlo na secesním zábradlí

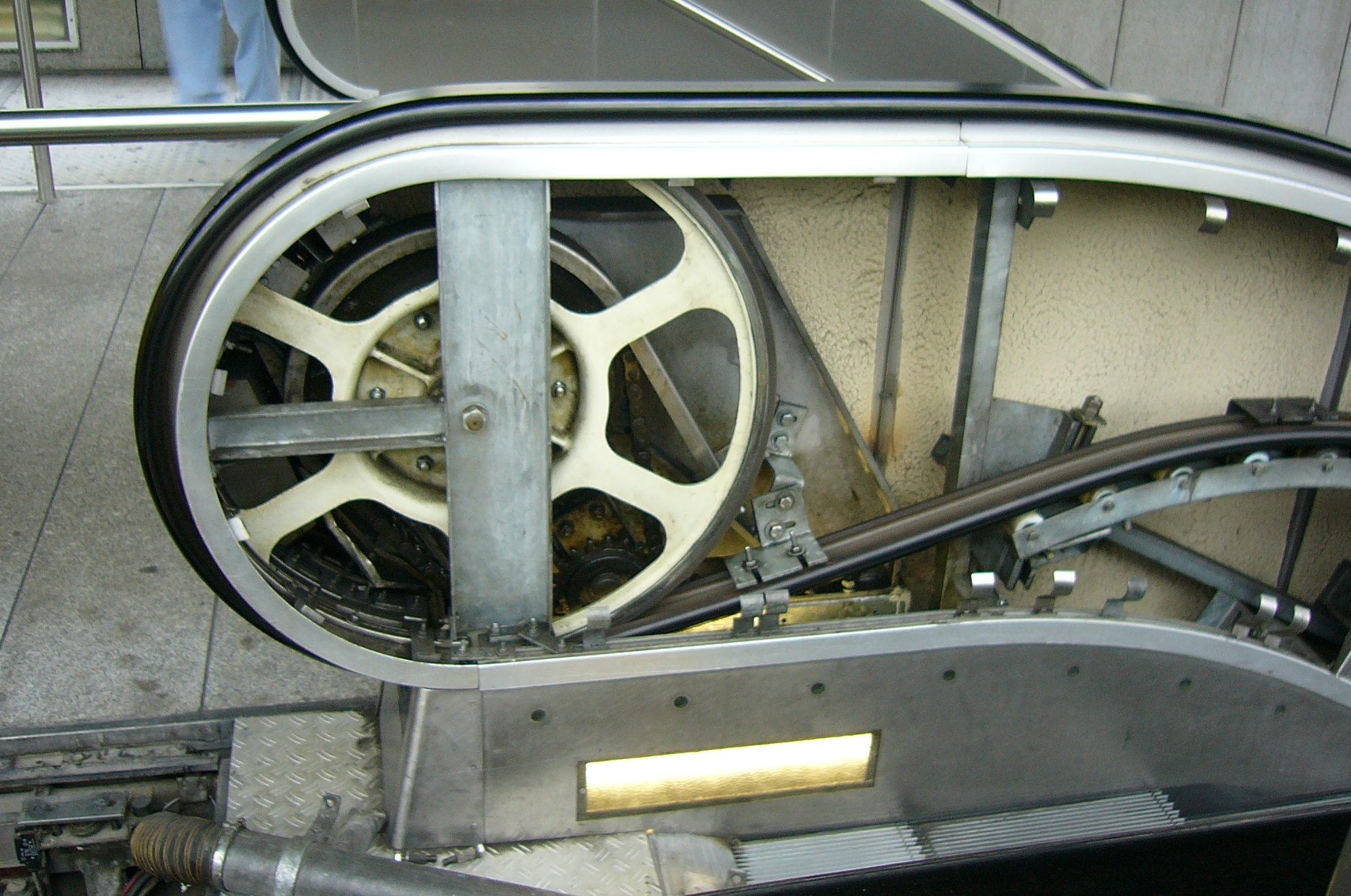
Madlo na rozebraném eskalátoru

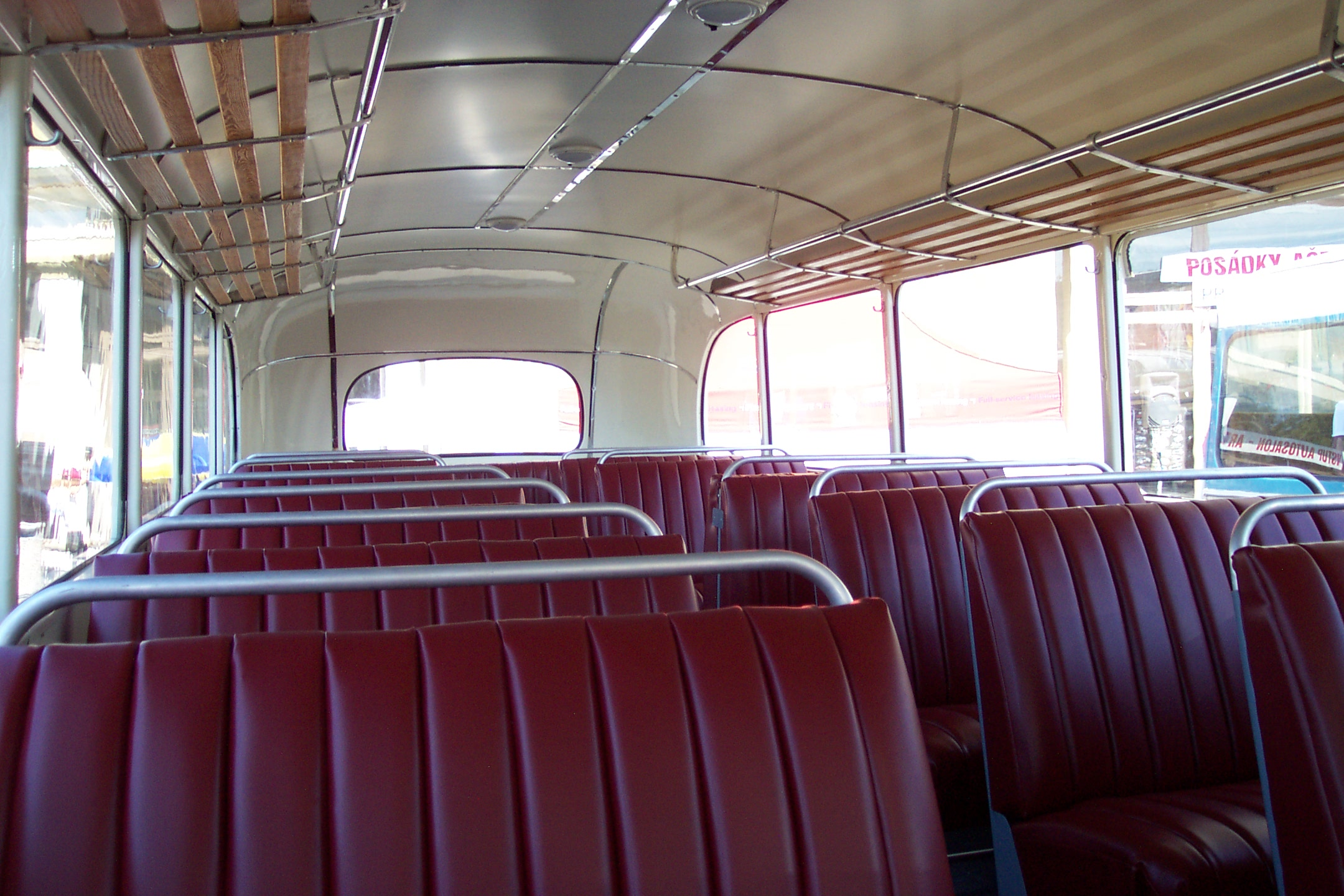
Vnitřek autobusu vybavený madly

Madlo (držadlo) je část většího předmětu, zařízení nebo stavby určená k uchopení lidskou rukou.

## Madlo nebo držadlo
Slova madlo a držadlo se často zaměňují. Pokud jde o část menšího předmětu, který ručně přenášíme, použijeme spíše výraz držadlo (kufr, taška). Pro zvlášť tvarovanou část zábradlí, eskalátoru nebo dopravního prostředku užijeme spíše výraz madlo nebo úchyt.

## Koncepce madla
Madlo může být integrální součástí přenášeného předmětu, například igelitové tašky, plastové přepravky, zábradlí svařeného z ocelových trubek. Mnohem častěji jde o účelově zkonstruovanou součástku, která je spojena s přenášeným předmětem, se stavbou nebo dopravním prostředkem. Ve všech případech musí madlo umožňovat uchopení rukou všemi prsty i dlaní. Tomu musí odpovídat rozměry. U madel různých zavazadel je konstrukce jednoruční, tvar může být přizpůsoben pro uchopení jednotlivými prsty. Povrch by měl být příjemný na omak, ale ne hladký, aby madlo neprokluzovalo. Madla na zábradlí, eskalátorech a v dopravních prostředcích umožňují uchopení více rukama (rukama více osob). Povrch je hladký, aby umožnil pohyb po vozidle za současného přidržování. Důležitá je také možnost snadného čištění. Madla v dopravních prostředcích mají proto tvrdý, hladký povrch co nejjednoduššího tvaru. V soudobých dopravních prostředcích to často bývá tenkostěnná ocelová trubka. Nerezová nebo lakovaná práškovou barvou.

## Používání madla
Pro madlo je typická jistá pasivita. Přenášený předmět pouze zdviháme, rozměrného předmětu se držíme. Madlo zpravidla neslouží k ovládání zařízení a neobsahuje ovládací prvky. Součásti s nějakou sofistikovanou funkcí mají své vlastní názvy: dveřní klika, uzávěr, řadicí páka.